# Radu Igazsag
Radu Vasile Igazsag (n. 21 noiembrie 1953, comuna Diosig, județul Bihor) este un regizor român de filme de animație.

## Filmografie (regizor)

### Regizor
- Caligrafie (1982), coregie cu Zeno Bogdănescu
- Fotografii de familie (1983)
- Tocirea(1985)
- La o barieră (1990)
- Nuca și zidul (1990)
- O zi (1991)
- Babel (1992), coregie cu Alexandru Solomon
- Universul muzicii (1988-1992).

Episoade:
- Ep. 01 Primul cântec 
- Ep. 02 Pădurea cântă  
- Ep. 03 Cântecul lemnului 
- Ep. 05 Orga
- Ep. 06 Picnic muzical
- Ep. 07 Pianul
- Ep. 08 Serenada 
- Ep. 10 Cremona 
- Ep. 12 Hanul orchestra
- Ep. 13 Muzeul muzicii 
- Ep. 14 De-a muzica
- Pe pământ - episodul 1 "Ivan Turbinca" (1993)
- Strigăt în timpan (1993), coregie cu Alexandru Solomon
- Ciacona (1994), coregie cu Alexandru Solomon
- Luzern-Viperești (1994), coregie cu Alexandru Solomon
- Via Regis (1995), coregie cu Alexandru Solomon
- Impression 1895 (1995)
- Cronica de la Zurich (1996), coregie cu Alexandru Solomon
- Strigăt în timpan (1996), coregie cu Alexandru Solomon
- Boborul (2004)
- O scurtă poveste (2007)

### Generic
- Examen (2003) – împreună cu Nae Novac